# Johannes Kehrli

Johannes Kehrli mit Familie

Johannes Kehrli (getauft 27. Februar 1774 in Brienz; † 13. Juli 1854 ebenda) war ein Schweizer Lehrer, Musiker und Touristiker.

## Leben
Johannes Kehrli war der Sohn des Brienzer Landwirts Jakob Kehrli und der Ursula Wyss. Er heiratete 1804 Barbara Schild, ebenfalls von Brienz. Der autodidaktische Schulmeister widmete sich besonders dem Schulgesang. 1805 trat er mit einem Mädchenchor am ersten Unspunnenfest auf. Mit Unterstützung der bernischen Regierung erschloss er ab 1818 die Giessbachfälle.
1822 baute er auf seiner Giessbachwiese ein erstes Gasthaus. Gemeinsam mit dem Brienzer Pfarrer Daniel Niklaus Wyss begründete er den Tourismus zum Giessbach. 1834 gab er den Lehrerberuf auf und widmete sich mit seinen Kindern ganz dem Geschäft, das mit der Dampfschifffahrt 1839 einen grossen Aufschwung nahm. 1855 verkauften seine Erben den Giessbach an Conrad von Rappard.